# The Walking Dead: Saints & Sinners
『The Walking Dead：Saints＆Sinners』（ザ・ウォーキング・デッド セインツ・アンド・シナーズ）は、 スカイダンス・インタラクティブが開発したWindows、PlayStation 4、Oculus QuestおよびOculus Quest 2向けのバーチャル・リアリティ（VR）ファーストパーソン・シューティングホラーゲーム。本作は、スカイバウンド・エンターテインメントのコミック・ブックシリーズ『ウォーキング・デッド』（ロバート・カークマン作）を原作としている。2020年1月23日にSteamとOculusプラットフォームで最初に販売され、2020年5月にPlayStation VR、2020年10月には「Tourist edition」がOculus Quest向けに発売された。同じく2020年10月にはPS VRの国内版がSticky Rice Gamesから発売された。

## ゲームプレイ
プレイヤーは、「ウォーカー」の頭蓋骨を突き刺して「脳に穴をあける」ことで殺すことができる。また、建物に上がって敵を待ち伏せしたり、投擲武器や弓矢、長射程の銃を使って遠距離から攻撃したりできる。物理ベースの戦闘は、近接武器の制御方法をコントロールする。ゲーム中には「The Bells」というタイマーがあり、一定時間が経過するとTowerが『Stir the Herd』のベルを鳴らす。ベルが鳴ると、ウォーカーの大群が出現してプレイヤーを追いかける。本拠地にはリニアのクラフトシステムがあり、プレイヤーはさまざまなアイテムをあさり、それらを回収して新しいアイテムや武器を作成する必要がある。作成レシピはクラフトステーションをアップグレードするか、金庫やランダムに落ちているレシピを見つけることで解放される。各地点では流浪者が登場するランダムイベントが発生し、流浪者は材料と物資の交換をプレイヤーに求めるか、銃をプレイヤーに突きつけて物資を要求する。ウォーカー（ゾンビ）には4種類存在し、1つ目は自然に出現する通常のゾンビ、2つ目は普通の人間が「脳に穴をあけられずに」殺されることで変異したウォーカーで、人間時の外見や着用していたヘルメット、アーマーをそのまま引き継ぐ。3番目は特殊な「感染」ウォーカーであり、近接武器で刺されるとプレーヤーの体力を低下させる。4番目の特殊な「エリートウォーカー」は通常ヘルメットと防弾チョッキを着用しており、ヘルメットは「脳を破壊する」試みを阻止するため、殺すのが難しくなっている。武器は種類ごとに異なる重さによって持ち方が変わる。時折、TowerかReclaimedのどちらかがテリトリーを主張することがある。

## プロット
ゲームはゾンビアウトブレイク後のニューオーリンズが舞台となる。
プレイヤーはツーリスト（Tourist）と呼ばれる男性または女性となる（性別はプレイヤーの選択による）。キャンプファイヤーで、アンリという老人がプレイヤーに物資と武器で一杯の古い軍のバンカー「リザーブ」の伝説を伝える。アンリはまた、ニューオーリンズを支配しようとしている2つの派閥「The Reclaimed」と「The Tower」があると説明する。
その後、ボートに乗っていたプレイヤーは水中に潜んでいたゾンビの集団に襲われ、墓地へと衝突する。墓地を進んでいくとアンリが逆さ吊りにされており、プレイヤーは既に瀕死となっていた彼に話しかけて何が起こったのかを調べ、そして慈悲深く彼を殺すかそのまま死なせる。彼の死後、プレイヤーはアンリが研究拠点としていた壊れたバス内部につくられたサバイバルシェルターを発見した。このバスではプレイヤーが睡眠をとったり、アイテムのクラフトやアップグレードを行ったり、アイテムを保管したり、ボートでニューオーリンズの他の場所にアクセスしたりできるゲーム全体の本拠地として機能する。バスの中でプレイヤーはいくつかの食料、古い軍のコード、アンリが修理しようとしていた壊れたラジオを見つける。プレイヤーはすでに自動車用バッテリーとアンテナを持っていたが、まだマイクも必要としていたため、目当てのアイテムを回収するためにマップ上の最初の場所に向かう必要があった。マイクの取り付け後、バンカーの冠水によりリザーブに閉じ込められたケーシーと連絡を取り、リザーブ内部の貴重なアイテムの見返りとしてケーシーのリザーブ脱出を助けることに同意する。ケーシーとの会話は墓地に灯されたランタンによって中断し、プレイヤーが調査に向かったところ、謎の人物がTowerの情報を集めていた棺桶が見つかった。情報を見つけて棺桶に入れた後、謎の人物から教会の中庭の前で会おうと求められる。そしてその謎の人物はお尋ね者のTowerの離反者メイ・ブノワであることが明らかになり、彼女はプレイヤーに彼女と彼女が保護する人々のグループを助けるために、Towerの情報収集をプレイヤーに依頼する。すべての情報を入手した後、メイはプレーヤーにリザーブの鍵を渡す。（鍵をすぐに入手するために彼女を殺すこともでき、その場合メイ関連のストーリー展開はスキップされる）。ケーシーはまた、リザーブの水を汲み出すポンプシステムを見つけて設置することをプレーヤーに望み、最初の2つのポンプを見つけた後にプレーヤーはそれらの場所の1つ（The Bastion）に移動し、The ReclaimedのリーダーであるJBと出会う。プレイヤーと話をした後、JBはウォーターポンプとポンプの制御コードを渡し、リザーブ全体を冠水させるのが誰にとっても良いことだとプレイヤーに伝える。JBがいる建物を出た後、プレイヤーはTowerリーダー「ママ」の部下でTower司令官のジョージアに止められる。ジョージアはプレイヤーにJBを殺すように指示する。プレイヤーは、Towerがドアのすぐ外にいることをJBに伝えて彼と一緒に戦うか、Tower側についてJBを殺すことができる。その後、プレイヤーは墓地に戻り、最後のポンプを設置する。これにより、リザーブ全体に灯りがともされ、全員にリザーブの位置を示した。
その後、プレイヤーは先を争って教会に急行し、リザーブに到着する。そこでは大規模な戦いが勃発し、プレイヤーがJBを殺すことを選択していた場合、Towerの人々はプレイヤーを攻撃しない。JBを殺してない場合、Towerはプレイヤーを攻撃するが、彼らはReclaimedから無視される。戦闘中、プレイヤーは教会に忍び込み通信室を発見するが、ケーシーから何かがおかしくなったことと、彼を救うためにプレイヤーが部屋を水浸しにしなければならないことを知らされる。プレイヤーはケーシーが閉じ込められている通信室を冠水させて彼を即死させるか、武器や物資が保管されている武器庫を冠水させるか、すべてを冠水させることができる。プレイヤーが武器庫を冠水させるとケーシーは教会へと出て来る。ゲームのその時点でメイがまだ生きている場合、彼女は教会の鐘のロープを引っ張って、戦っている派閥にウォーカーの大群を送る。プレイヤーはメイを殺すか、メイに鐘を鳴らさせて全員を殺すかを選択できる。決断後、プレイヤーはリザーブに向かい、通信室か武器庫に残っている物資を集め、ボートへと乗って出発する。

## 評価
レビュー収集サイトのMetacriticによると、本作はレビュアーから概ね好意的なレビューを受けている 。IGNは本作に10点満点中9点を与え、本作をVRが何になり得るかを示す素晴らしい例と評し、デストラクトイドは、本作はこれまでのVR体験をリードするものの1つだと書き、10点満点中7.5点を与えた。
本作はThe Game Awards 2020で「Best VR/AR」にノミネートされた。